# Wigańcice

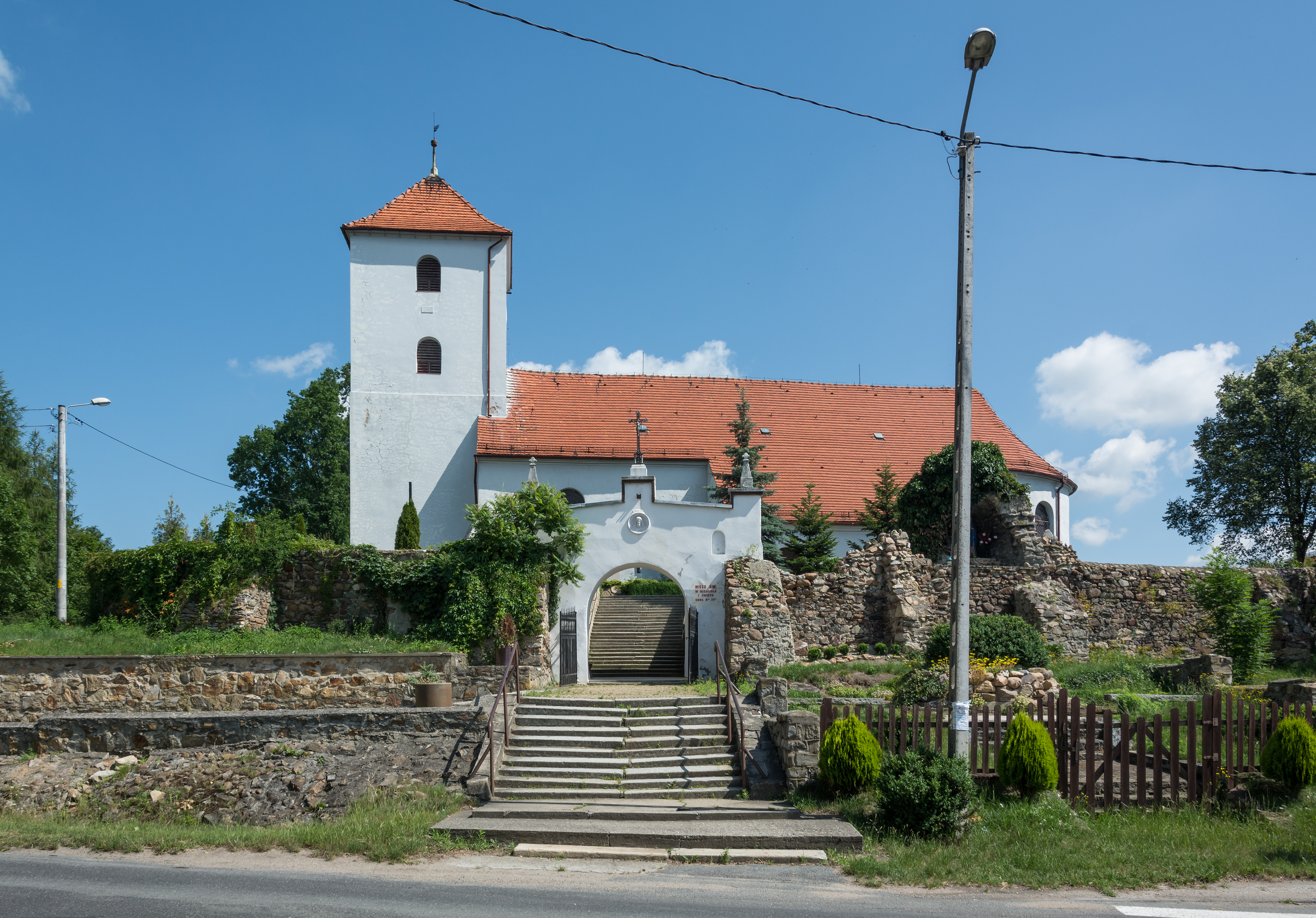
Pfarrkirche St. Bartholomäus

Wigańcice (deutsch: Weigelsdorf, veraltet auch Wigandsdorf) ist ein Ort der Stadt- und Landgemeinde Ziębice (Münsterberg) im Powiat Ząbkowicki der Woiwodschaft Niederschlesien in Polen.

## Geschichte
Der Ort wurde 1244 erstmals erwähnt. Grundherr war bis zur Säkularisation das Stift Trebnitz, danach das königlich-preußische Domänen-Rentamt Münsterberg. 1845 zählte Weigelsdorf 128 Häuser, eine Freischoltisei, 673 überwiegende katholische Einwohner (15 evangelisch), evangelische Kirche zu Mittel Schreibendorf im Landkreis Strehlen, eine katholische Pfarrkirche unter königlichen und fürstbischöflichen Patronat, mit Pfarrwidum, Acker, Wald und Wiesen, eingepfarrt: Weigelsdorf, Oberkunzendorf, Niederkunzendorf, Münchhof mit Schönharte, Tschammerhof und Eichau mit Berghof und Buschmühle, eine katholische Schule mit einem Lehrer und einem Hilfslehrer, zwei Wassermühlen mit vier Einwohnern, 28 Handwerker und neun Händler. Von 1816 bis 1932 gehörte Weigelsdorf zum Landkreis Münsterberg und von 1932 bis 1945 zum Landkreis Frankenstein. Infolge der Niederschlesischen Operation im Frühjahr 1945 wurde Weigelsdorf von der Roten Armee eingenommen und der sowjetischen Kommendantur unterstellt.
Als Folge des Zweiten Weltkriegs fiel Weigelsdorf mit dem größten Teil Schlesiens 1945 an Polen. Nachfolgend wurde es durch die polnische Administration in Wigańcice umbenannt. Die deutschen Einwohner wurden, soweit sie nicht schon vorher geflohen waren, vertrieben. Die neu angesiedelten Bewohner waren teilweise Zwangsumgesiedelte aus Ostpolen, das an die Sowjetunion gefallen war.

## Sehenswürdigkeiten
- Römisch-katholische Pfarrkirche St. Bartholomäus